# 盐源槭
盐源槭（学名：Acer schneiderianum）为槭树科槭属下的一个种。

## 扩展阅读
- 維基物種上的相關：盐源槭